# غلف ستريم الخامسة
غلف ستريم الخامسة (أو GV أو GV) (بالإنجليزية: Gulfstream V)‏ هي نفاثة أعمال أنتجت في الولايات المتحدة من قبل شركة غلف ستريم الفضائية. تستخدم بشكل أساسي من قبل القوات الجوية الأمريكية، كما انها تستخدم من قبل الجيش الأمريكي تحت تسمية (C-37A).
. كان أول طيران لها في نوفمبر 28, 1995. دخلت الخدمة في 1998، ومازالت في الخدمة حتى الآن. صنع منها 191 طائرة.
وطرازي جي500 جي 550 هما الإصداران المحسنين والتي يتم حاليا أنتاجهم. وغلف ستريم جي 550 كان يعرف سابقا باسم غلف ستريم V SP (SP GV).

## المستخدمون
- القوات الجوية الأمريكية
- حرس السواحل الأمريكي
- بحرية الولايات المتحدة
- القوات الجوية الملكية السعودية
- القوات الجوية الجزائرية